# Rhönblick
Rhönblick település Németországban, azon belül Türingiában. Lakosainak száma 2592 fő (2023. december 31.). Rhönblick Kaltensundheim, Aschenhausen és Erbenhausen községekkel határos.

## Népesség
A település népességének változása:
| Lakosok száma | 2988 | 2951 | 2869 | 2709 | 2671 | 2643 | 2618 | 2592 |
|               | 2006 | 2007 | 2010 | 2017 | 2019 | 2021 | 2022 | 2023 |